# Cleora falculata
Cleora falculata är en fjärilsart som beskrevs av Fletcher 1953. Cleora falculata ingår i släktet Cleora och familjen mätare. Inga underarter finns listade i Catalogue of Life.